# Lagoa do Fogo - Ilha de S. Miguel
Lagoa do Fogo - Ilha de S. Miguel este o arie protejată (arie specială de conservare — SAC, sit de importanță comunitară — SCI) din Portugalia întinsă pe o suprafață de 1.262,62 ha, integral pe uscat.

## Localizare
Centrul sitului Lagoa do Fogo - Ilha de S. Miguel este situat la coordonatele 37°46′00″N 25°28′00″W / 37.7667°N 25.4667°V.

## Înființare
Situl Lagoa do Fogo - Ilha de S. Miguel a fost declarat sit de importanță comunitară în iunie 1995 pentru a proteja 6 specii de plante și 4 specii de animale. Situl a fost protejat și ca arie specială de conservare în iunie 2009.

## Biodiversitate
Situată în ecoregiunea , aria protejată conține 9 habitate naturale: Ape stătătoare oligotrofe până la mezotrofe, cu vegetație de Littorelletea uniflorae și/sau de Isoëto-Nanojuncetea, Lacuri și iazuri distrofice naturale, Iazuri temporare mediteraneene, Pajiști macaroneziene cu vegetație endemică, Tufărișuri termo-mediteraneene și de pre-deșert, Pajiști mezofile macaroneziene, Mlaștini oligotrofe degradate, capabile încă de regenerare naturală, Turbării de acoperire (* exclusiv pentru turbării active), Mlaștini turboase de tranziție și turbării mișcătoare.
La baza desemnării sitului se află mai multe specii protejate:
- plante (6): Culcita macrocarpa, Erica scoparia subsp. azorica, Euphorbia stygiana, Frangula azorica, Trichomanes speciosum, Woodwardia radicans
- păsări (4): rață pitică (Anas crecca), rață mare (Anas platyrhynchos), Columba palumbus azorica, găinușă de baltă (Gallinula chloropus)

Pe lângă speciile protejate, pe teritoriul sitului au mai fost identificate 17 specii de plante, 11 specii de păsări, 1 specie de mamifere.